# Chicken-n-Beer
Albums de Ludacris
Word of Mouf
(2001) The Red Light District
(2004)
Singles
1. P-Poppin
Sortie : 11 juin 2002
2. Stand Up
Sortie : 19 août 2003
3. Splash Waterfalls
Sortie : 17 février 2004
4. Diamond in the Back
Sortie : 11 mai 2004

Chicken-n-Beer est le quatrième album studio de Ludacris, sorti le 7 octobre 2003.

## Liste des titres
| No  | Titre                                             | Contient un (des) sample(s) de                                                 | Durée |
| --- | ------------------------------------------------- | ------------------------------------------------------------------------------ | ----- |
| 1.  | Southern Fried Intro (featuring Tity Boi)         | Walk on By d'Isaac Hayes Me and My Baby Got Our Own Thing Going de Lyn Collins | 3:55  |
| 2.  | Blow It Out                                       |                                                                                | 4:05  |
| 3.  | Stand Up (featuring Shawnna)                      |                                                                                | 3:33  |
| 4.  | Rob Quarters (Skit)                               |                                                                                | 1:04  |
| 5.  | Splash Waterfalls                                 |                                                                                | 4:50  |
| 6.  | Hard Times (featuring 8Ball & MJG et Carl Thomas) | My Little Girl de Bobbi Humphrey                                               | 5:15  |
| 7.  | Diamond in the Back                               | Be Thankful for What You Got de William DeVaughn                               | 4:12  |
| 8.  | Screwed Up (featuring Lil' Flip)                  |                                                                                | 4:52  |
| 9.  | T Baggin' (Skit)                                  |                                                                                | 0:53  |
| 10. | P-Poppin (featuring Shawnna and Lil' Fate)        | Danger (Been So Long) de Mystikal featuring Nivea                              | 4:50  |
| 11. | Hip Hop Quotables                                 |                                                                                | 3:09  |
| 12. | Black Man's Struggle (Skit)                       |                                                                                | 0:35  |
| 13. | Hoes in My Room (featuring Snoop Dogg)            |                                                                                | 4:40  |
| 14. | Teamwork                                          |                                                                                | 3:46  |
| 15. | Interactive (Skit)                                |                                                                                | 1:03  |
| 16. | We Got (featuring Chingy, I-20 et Tity Boi)       |                                                                                | 4:21  |
| 17. | Eyebrows Down (featuring Tity Boi et Dolla Boy)   |                                                                                | 5:20  |

| 18. | Act a Fool                                                         | 4:30 |
| 19. | Southern Hospitality (Remix) (featuring Ms. Dynamite et Maxwell D) | 4:03 |

| 18. | Blow It Out (Remix) (featuring 50 Cent) | 4:03 |

## Classement
| Classement                       | Meilleure position |
| -------------------------------- | ------------------ |
| Billboard 200                    | 1                  |
| Billboard Top R&B/Hip-Hop Albums | 1                  |
| Billboard Top Rap Albums         | 1                  |
| Canadian Albums Chart            | 5                  |